# The Way I Feel (Remy Shand)
| Recensione | Giudizio |
| ---------- | -------- |
| AllMusic   |          |

The Way I Feel è l'album di debutto del cantautore canadese Remy Shand, pubblicato il 12 marzo 2002 dall'etichetta discografica Motown.

## Descrizione
Dall'album furono estratti come singoli i brani Take a Message, The Way I Feel e Rock Steady. Tutte le undici tracce che componevano l'album erano state scritte, prodotte e interpretate da Shand. Nonostante il notevole successo di pubblico ma soprattutto di critica, si è rivelato essere il primo e ultimo album dell'autore.
Nel 2022, in occasione del ventennale dalla pubblicazione statunitense e del successo di pubblico e critica, il disco è stato ripubblicato in una versione "Deluxe" dalla Universal in collaborazione con la Motown con l'aggiunta di sei bonus track: tre brani pubblicati che nell'uscita originale erano stati inclusi solo nelle edizioni europee e le tre versioni strumentali dei brani tratti come singoli.

## Accoglienza
Il disco ottenne un ottimo riscontro soprattutto in Canada, paese d'origine di Shand, dove raggiunse la vetta della classifica degli album più venduti e ottenne il disco di platino per le oltre 100 000 copie vendute.  Negli Stati Uniti l'accoglienza fu più tiepida, e l'album raggiunse la posizione numero trentanove. Entrò in classifica anche in Italia (alla posizione numero 13), dove il cantautore presentò al Festivalbar 2002 il singolo The Message, e in Germania (alla posizione trentasette).
Apprezzato particolarmente dalla critica, il disco ottenne un Juno Awards nel 2003 come "R&B/Soul Recording of the Year" e permise al cantautore di ottenere tre candidature allo stesso premio nelle categorie "Artist of the Year", "Producer of the Year" e "Songwriter of the Year". Ottenne anche una candidatura ai Grammy Awards giunti alla 45ª edizione nella categoria "Best R&B Album" (premio vinto da India.Arie con Voyage to India).

## Tracce
CD (Motown 014481)
Testi e musiche di Remy Shand.
1. The Way I Feel – 5:01
2. Burning Bridges – 4:35
3. Everlasting – 4:21
4. The Second One – 4:10
5. The Colour of Day – 3:35
6. Take a Message – 4:03
7. I Met Your Mercy – 2:43
8. Rock Steady – 3:38
9. Liberate – 3:56
10. Looking Back on Vanity – 5:00
11. The Mind's Eye – 6:12

## Riconoscimenti
- 2003 - Juno Awards nella categoria "R&B/Soul Recording of the Year"[10]

### Candidature
- 2003 - Grammy Awards nella categoria "Best R&B Album"[11]

## Classifiche
| Classifica (2002)                              | Posizione raggiunta |
| ---------------------------------------------- | ------------------- |
| Canada                                         | 1                   |
| Italia                                         | 13                  |
| Billboard Top R&B/Hip-Hop Albums (Stati Uniti) | 15                  |
| Germania                                       | 37                  |
| Billboard 200 (Stati Uniti)                    | 39                  |

Classifiche annuali
| Classifica (2002)                              | Posizione raggiunta |
| ---------------------------------------------- | ------------------- |
| Canada                                         | 39                  |
| Canada Album R&B                               | 7                   |
| Billboard Top R&B/Hip-Hop Albums (Stati Uniti) | 15                  |
| Italia                                         | 37                  |